# Gerard Brandon
Gerard Chittocque Brandon, född 15 september 1788 i  Natchez, död 28 mars 1850 i Wilkinson County, Mississippi, var en amerikansk demokratisk politiker. Han var Mississippis guvernör 17 november 1825–7 januari 1826 och 25 juli 1826–9 januari 1832.
Brandon studerade vid College of New Jersey och College of William & Mary. Han deltog i 1812 års krig och var därefter verksam som plantageägare och advokat.
Brandon var Mississippis viceguvernör 7 januari 1824–17 november 1825 och 7 januari 1826–25 juli 1826. Först innehade han guvernörsämbetet i några veckor efter att Walter Leake hade avlidit i ämbetet. David Holmes tillträdde i januari 1826 som guvernör men avgick redan senare samma år. Brandon tillträdde på nytt som guvernör och innehade ämbetet den gången fram till år 1832.
Brandon avled 1850 och gravsattes på en familjekyrkogård i Mississippi.